# Poul Thomsen (fysiker)
 Der er flere personer med dette navn, se Poul Thomsen.
Poul Thomsen (født 20. januar 1923 i Randers, død 9. februar 2012 i Kgs. Lyngby), seminarielærer i fysik og senere professor i fysik på Danmarks Lærerhøjskole i Emdrup ved København.
Poul Thomsen var søn af tapetserer Louis Valdemar Thomsen og Marie Machoschei. Gift 30. september 1950 i København med Inge Høiby (født 16. august 1929).
- 1942 matematisk student i Randers
- 1948 cand.mag. og mag.scient. i teoretisk fysik
- 1948-49 aftjent værnepligt
- 1950 adjunktaspirant ved Jonstrup Seminarium
- 1951-63 adjunkt ved Jonstrup Seminarium
- 1949-50 tillige lærer ved Triers Faglærerkursus
- 1950-53 tillige lærer ved Flyvevåbnets radio- og radarskole
- 1953-56 tillige lærer ved Flyvevåbnets fenrikskole
- 1956 tillige lærer ved Flyvevåbnets officersskole
- 1955-61 Medlem af fysikundervisningskommissionen og matematikundervisningskommissionen
- 1956-63 forskningsarbejde i forbindelse med Forsvarets Forskningsråd
- 1963 afdelingsleder og lektor i fysik på Danmarks Lærerhøjskole
- 1973-92 professor i fysik på Danmarks Lærerhøjskole

Poul Thomsen var forfatter eller medforfatter til en lang række lærebøger for folkeskolen og seminarierne.